# Hadrurus
Hadrurus is een geslacht van schorpioenen, dat behoort tot de familie van de Caraboctonidae.
De wetenschappelijke naam is voor het eerst geldig gepubliceerd door Tamerlan Thorell in 1876.

## Verspreiding
Deze grote (tot 15 cm) en harige schorpioenen komen voor in het noordwesten van Mexico en het zuidwesten van de Verenigde Staten (Arizona, Utah, Nevada, Californië). Hun gif is niet levensgevaarlijk maar een beet produceert wel een erg pijnlijke plaatselijke opzwelling die sterk kan verkleuren. Dit kan 5 tot 24 uur duren.
Deze schorpioenen graven zich in tot bijna een meter diep in zandige bodems en rivieroevers. Ze voeden zich met kakkerlakken, krekels en spinnen, soms ook harde kevers of kleine hagedissen.

## Soorten
Volgens The Scorpion Files  zijn deze soorten erkend:
- Hadrurus anzaborrego Soleglad, Fet & Lowe, 2011
- Hadrurus arizonensis Ewing, 1928 - de Arizonaschorpioen
- Hadrurus concolorous Stahnke, 1969
- Hadrurus hirsutus (Wood, 1863)
- Hadrurus obscurus Williams, 1970
- Hadrurus pinteri Stahnke, 1969
- Hadrurus spadix Stahnke, 1940

De soorten H. aztecus en H. gertschi, die uitsluitend in Mexico voorkomen, zijn in 2004 door Victor Fet en Michael E. Soleglad ondergebracht in een nieuw geslacht, Hoffmannihadrurus, als respectievelijk Hoffmannihadrurus aztecus (Pocock, 1902) en Hoffmannihadrurus gertschi (Soleglad, 1976). Volgens Oscar F. Francke en Lorenzo Prendini (2008) was dit niet gerechtvaardigd en zou Hoffmannihadrurus een synoniem moeten zijn van Hadrurus. Soleglad en Fet hebben daarop bijkomende aanwijzingen gepubliceerd om aan te tonen dat Hoffmannihadrurus een monofyletisch geslacht is.